# Campionato mondiale di motocross 1991
Il campionato mondiale di motocross del 1991, fu la trentacinquesima edizione si disputò su 12 prove dal 7 aprile al 18 agosto 1991.
Al termine della stagione il belga Georges Jobé si è aggiudicato il titolo per la classe 500cc, lo statunitense Trampas Parker si è aggiudicato la 250cc e il belga Stefan Everts ha conquistato la classe 125cc.

## 500 cc

### Calendario
| Prova | Data      | Gran Premio                   | Località           | Vincitore GP      |
| ----- | --------- | ----------------------------- | ------------------ | ----------------- |
| 1     | 14 aprile | Gran Premio di Svizzera       | Payerne            | Kurt Nicoll       |
| 2     | 28 aprile | Gran Premio di Finlandia      | Ruskeasanta        | Jacky Martens     |
| 3     | 5 maggio  | Gran Premio di Svezia         | Vissefjarda        | Kurt Nicoll       |
| 4     | 12 maggio | Gran Premio di Francia        | Castelnau-de-Lévis | Paul Malin        |
| 5     | 2 giugno  | Gran Premio dei Paesi Bassi   | Norg               | Jacky Martens     |
| 6     | 30 giugno | Gran Premio d'Italia          | Esanatoglia        | Georges Jobé      |
| 7     | 7 luglio  | Gran Premio di Gran Bretagna  | Hawkstone Park     | Dirk Geukens      |
| 8     | 21 luglio | Gran Premio di Germania       | Reutlingen         | Dave Thorpe       |
| 9     | 4 agosto  | Gran Premio del Belgio        | Namur              | Jacky Martens     |
| 10    | 11 agosto | Gran Premio del Lussemburgo   | Folkendange        | Dave Thorpe       |
| 11    | 25 agosto | Gran Premio degli Stati Uniti | Glen Helen         | Jean-Michel Bayle |

### Classifica finale piloti
| Pos. | Pilota          | Moto     | Punti |
| ---- | --------------- | -------- | ----- |
| 1    | Georges Jobé    | Honda    | 296   |
| 2    | Jacky Martens   | KTM      | 223   |
| 3    | Dirk Geukens    | Honda    | 181   |
| 4    | Paul Malin      | Kawasaki | 175   |
| 5    | Billy Liles     | Kawasaki | 175   |
| 6    | Jo Martens      | Honda    | 145   |
| 7    | Dave Thorpe     | Kawasaki | 144   |
| 8    | Kurt Ljungqvist | Honda    | 138   |
| 9    | Jeremy Whatley  | KTM      | 132   |
| 10   | Arto Pantilla   | Honda    | 130   |

## 250 cc

### Calendario
| Prova | Data      | Gran Premio                   | Localitàa      | Vincitore GP     |
| ----- | --------- | ----------------------------- | -------------- | ---------------- |
| 1     | 7 aprile  | Gran Premio dei Paesi Bassi   | Mill           | Marnicq Bervoets |
| 2     | 28 aprile | Gran Premio di Cecoslovacchia | Dalečín        | Alessandro Puzar |
| 3     | 5 maggio  | Gran Premio d'Austria         | Schwanenstadt  | Trampas Parker   |
| 4     | 12 maggio | Gran Premio d'Italia          | Mantova        | Trampas Parker   |
| 5     | 26 maggio | Gran Premio di Finlandia      | Hyvinkää       | Pekka Vehkonen   |
| 6     | 16 giugno | Gran Premio di San Marino     | Borgo Maggiore | Mike Healey      |
| 7     | 23 giugno | Gran Premio di Francia        | Arbis          | Alessandro Puzar |
| 8     | 30 giugno | Gran Premio del Belgio        | Nismes         | Peter Johansson  |
| 9     | 14 luglio | Gran Premio degli Stati Uniti | Unadilla       | Jeff Stanton     |
| 10    | 4 agosto  | Gran Premio di Svezia         | Motala         | Pekka Vehkonen   |
| 11    | 18 agosto | Gran Premio del Giappone      | Suzuka         | Jeff Stanton     |

### Classifica finale piloti
| Pos. | Pilota           | Moto     | Punti |
| ---- | ---------------- | -------- | ----- |
| 1    | Trampas Parker   | Honda    | 242   |
| 2    | Mike Healey      | KTM      | 238   |
| 3    | Alessandro Puzar | Suzuki   | 232   |
| 4    | Peter Johansson  | Yamaha   | 195   |
| 5    | Marnicq Bervoets | Kawasaki | 193   |
| 6    | Pekka Vehkonen   | Yamaha   | 186   |
| 7    | Dave Strijbos    | Suzuki   | 181   |
| 8    | Edwin Evertsen   | Kawasaki | 137   |
| 9    | Teus Visser      | Kawasaki | 110   |
| 10   | Michele Fanton   | Honda    | 109   |

## 125 cc

### Calendario
| Prova | Data      | Gran Premio                  | Località         | Vincitore GP    |
| ----- | --------- | ---------------------------- | ---------------- | --------------- |
| 1     | 21 aprile | Gran Premio d'Italia         | Arco             | Donny Schmit    |
| 2     | 28 aprile | Gran Premio di Francia       | Sainte-Radégonde | Donny Schmit    |
| 3     | 12 maggio | Gran Premio dei Paesi Bassi  | Markelo          | Donny Schmit    |
| 4     | 26 maggio | Gran Premio d'Ungheria       | Kaposvár         | Stefan Everts   |
| 5     | 2 giugno  | Gran Premio di Svizzera      | Roggenburg       | Stefan Everts   |
| 6     | 9 giugno  | Gran Premio del Belgio       | Genk             | Stefan Everts   |
| 7     | 23 giugno | Gran Premio di Gran Bretagna | Hatherton        | Bob Moore       |
| 8     | 29 giugno | Gran Premio d'Irlanda        | Killinchy        | Bob Moore       |
| 9     | 14 luglio | Gran Premio del Guatemala    | Amatitlán        | Stefan Everts   |
| 10    | 21 luglio | Gran Premio del Brasile      | Campos do Jordão | Stefan Everts   |
| 11    | 4 agosto  | Gran Premio di Germania      | Reil             | Pit Beirer      |
| 12    | 18 agosto | Gran Premio del Giappone     | Suzuka           | Mike Kiedrowski |

### Classifica finale piloti
| Pos. | Pilota            | Moto   | Punti |
| ---- | ----------------- | ------ | ----- |
| 1    | Stefan Everts     | Suzuki | 377   |
| 2    | Bob Moore         | KTM    | 368   |
| 3    | Pedro Tragter     | Suzuki | 259   |
| 4    | Yves Demaria      | Suzuki | 198   |
| 5    | Alex Bartolini    | Suzuki | 172   |
| 6    | Marcel van Drunen | Honda  | 163   |
| 7    | Willy Surrat      | Honda  | 158   |
| 8    | Donny Schmit      | Suzuki | 155   |
| 9    | Peter Beirer      | Suzuki | 155   |
| 10   | Greg Albertyn     | Honda  | 155   |